# 雅拉瓜
雅拉瓜是巴西戈亚斯州的一个市镇。总面积1888.938平方公里，总人口38825人，人口密度20.6人/平方公里。